# Oderisio di Palearia
Oderisio di Palearia (zm. 1204) – włoski benedyktyn. Zwany też Oderisio II il Grande.
Pochodził ze szlacheckiej rodziny. Wstąpił do zakonu benedyktynów na Monte Cassino. W 1155 roku został wybrany opatem klasztoru San Giovanni in Venere w Abruzji. W 1165 rozpoczął gruntowną przebudowę kościoła klasztornego. Uzyskał nowe przywileje dla opactwa od papieża Aleksandra III w 1176 i od cesarza Henryka VI w 1195. Zmarł w bardzo zaawansowanym wieku, sprawując rządy nad opactwem przez 49 lat.
Według wielu przekazów opat Oderisio około roku 1163 został mianowany kardynałem Świętego Kościoła Rzymskiego przez papieża Aleksandra III, jednak jedynym współczesnym źródłem potwierdzającym to jest wzmianka w nekrologu opactwa na Monte Cassino. Z drugiej strony, poważnym świadectwem przemawiającym przeciwko przynależności Oderisio do Kolegium Kardynałów wydaje się dokument wystawiony 27 kwietnia 1207 przez kardynała Roffredo dell’Isola, opata Monte Cassino, który wyraźnie tytułuje się jako opat i kardynał, a zmarłego trzy lata wcześniej Oderisio określa jedynie jako opata. Również dokumenty wystawione jeszcze za jego życia tytułują go wyłącznie jako opata.
Jedynym pewnym przekazem co do bezpośrednich związków Oderisio z kurią rzymską jest inskrypcja w bazylice S. Giovanni in Venere upamiętniająca rozpoczęcie jej rozbudowy w kwietniu 1165, a więc już po jego domniemanej promocji kardynalskiej; jest on w niej tytułowany jako opat S. Giovanni in Venere i subdiakon Świętego Kościoła Rzymskiego. Być może do niego odnosi się też wzmianka w bulli Aleksandra III z 25 lipca 1168, w której wymieniony jest niejaki „Oderisio, subdiakon apostolski”, choć może tu chodzić także o późniejszego biskupa Valva Oderisio de Raiano.